# Motocrossed
Motocrossed (titulada Riesgo X-tremo en Hispanoamérica y Hermanos de carrera en España) es una Película Original de Disney Channel transmitida por primera vez en EE. UU. el 16 de febrero de 2001. Está basada en Twelfth Night, or What You Will, de William Shakespeare, fue dirigida por Steve Boyum y protagonizada por Alana Austin, Riley Smith, Mary-Margaret Humes y Trever O'Brien.

## Reparto
- Alana Austin - Andrea "Andy" Carson
- Riley Smith - Dean Talon
- Mary-Margaret Humes - Geneva Carson
- Trever O'Brien - Andrew Carson
- Timothy Carhart - Edward Carson
- Scott Terra - Jason Carson
- Michael Cunio - Rene Cartier
- Mark Curry - Bob Arness
- Dwight Ketchum - Donny Barrett
- Katherine Ellis - Faryn Henderson
- A.J. Buckley - Jimmy Bottles

- Datos: Q1763851